# Gerhard Mitter
Gerhard Mitter (n. 30 august 1935 – d. 1 august 1969) a fost un pilot german de Formula 1 care a evoluat în Campionatul Mondial între anii 1963 și 1965.
1. 1 2  Gerhard Mitter, Salzburgwiki